# ناحية جويم
ناحية جويم (بالفارسية: بخش جويم) (بالإنجليزية: Juyom District)‏ هي ناحية من نواحي مقاطعة لارستان، محافظة فارس، إيران. بلغ عدد سكانها في إحصاء السكان عام 2006 ميلادية 19,601 نسمة في 4,068 عائلة. يوجد في ناحية جويم مدينة واحدة هي مدينة جويم. يتبع ناحية بنارويه قسمان ريفيان هما قسم جويم الريفي وقسم هرم الريفي.